# Conrad Carlsrud
Conrad Marentius Carlsrud (Kjose, Larvik, Vestfold, 9 de febrer de 1884 – Waterbury, Connecticut, 21 d'octubre de 1973) va ser un atleta i gimnasta noruec que va competir a principis del segle xx. Va prendre part en dues edicions dels Jocs Olímpics.
Com a gimnasta, el 1906 va prendre part en els Jocs Intercalats d'Atenes, en què guanyà la medalla d'or en la prova per equips del programa de gimnàstica. Dos anys després, als Jocs de Londres tornà a disputar la prova per equips i guanyà la medalla de plata. També disputà la prova individual, però es desconeix la posició final.
Com a atleta va destacar en el llançament de javelina. Als Jocs de 1906 finalitzà en vuitena posició de la prova de llançament de javelina, estil lliure, mentre el 1908 es desconeix la posició exacte en què acabà en aquesta mateixa prova.